# Bunksjön
Bunksjön är en sjö i Strömsunds kommun i Ångermanland och ingår i Ångermanälvens huvudavrinningsområde. Sjön har en area på 0,496 kvadratkilometer och ligger 478,9 meter över havet.

## Delavrinningsområde
Bunksjön ingår i det delavrinningsområde (713288-149726) som SMHI kallar för Utloppet av Tåsjön. Medelhöjden är 334 meter över havet och ytan är 256,44 kvadratkilometer. Räknas de 388 avrinningsområdena uppströms in blir den ackumulerade arean 2 589,67 kvadratkilometer. Fjällsjöälven (Sannarån) som avvattnar avrinningsområdet har biflödesordning 2, vilket innebär att vattnet flödar genom totalt 2 vattendrag innan det når havet efter 197 kilometer. Avrinningsområdet består mestadels av skog (64 procent). Avrinningsområdet har 45,56 kvadratkilometer vattenytor vilket ger det en sjöprocent på 17,8 procent.